# Christiansholm (Rendsborg-Egernførde)
 For alternative betydninger, se Christiansholm. (Se også artikler, som begynder med Christiansholm)
Christiansholm er en kommune og en by i det nordlige Tyskland, beliggende i Amt Hohner Harde i den vestlige del af Kreis Rendsborg-Egernførde. Kreis Rendsborg-Egernførde ligger i den centrale del af delstaten Slesvig-Holsten.

## Geografi
Christiansholm ligger cirka 13 km vest for Rendsborg ved Bundesstraße 202 mod Ejdersted.

## Historie
Byen blev grundlagt i 1762 af den danske kronprins Christian, senere Christian 7. som en del af koloniseringen af gesten.